# Parafia św. Marcina w Stanicy
Parafia św. Marcina w Stanicy – parafia rzymskokatolicka w metropolii katowickiej, diecezji gliwickiej, dekanacie Kuźnia Raciborska (poprzednio, do 25 marca 2019 r., w dekanacie Gliwice-Ostropa).

## Historia
Istnienie parafii w 1258 potwierdza dokument fundacyjny klasztoru cystersów w Rudach. W XII w. istniał kościół drewniany, odbudowany po pożarze w 1200. Rozebrano go w latach 1800–1803. Murowny kościół konsekrowano w 1804. Powstał z inicjatywy ostatniego opata cystersów w Rudach Bernarda Andreasa Galbiersa.
Parafia liczy 1050 wiernych (1100 mieszkańców). Wspólnota posiada własny cmentarz przy ul. Gliwickiej.